# 1725

## Esdeveniments
Països Catalans
- 30 d'abril: Felip V i Carles IV d'Àustria signen el Tractat de Viena (1725) que posa fi a la guerra de Successió.
- 3 de setembre, Hannover, Baixa Saxònia: Gran Bretanya, França i Prússia signen l'Aliança de Hannover, un acord militar defensiu en resposta del Tractat de Viena (entre Espanya i el Sacre Imperi que pretenia retornar Gibraltar i Maó a mans espanyoles.

Resta del món
- 25 de gener: el corsari espanyol Amaro Pargo rep el títol d'hidalgo (noble).
- Publicació de Els viatges de Gulliver de Jonathan Swift.

## Naixements
Països Catalans
- 28 de juny - Begís, Alt Palància: Antonio Ponz, pintor i escriptor il·lustrat valencià (m. 1792).[1]

Resta del món
- 2 d'abril - Venècia, República de Venècia: Giacomo Casanova, escriptor i aventurer venecià (m. 1798)[2]
- 5 d'abril - Morosaglia, Còrsega: Pasquale Paoli, dirigent polític, considerat el pare del nacionalisme cors (m. 1807).
- 16 de juliol, Neustadt bei Coburg, Alta Francònia: Georg Simon Löhlein, pianista, violinista, professor de música, director d'orquestra i compositor.
- 17 d'octubre - Londres (Anglaterra): John Wilkes, periodista i polític anglès (m. 1797).[3]
- Barcelona: Salvador Reixac, compositor i violinista català.

## Necrològiques
Països Catalans
Resta del món
- 4 de maig, Ginebra: François Poullain de La Barre, va ser un escriptor, filòsof cartesià i feminista (n. 1647).